# آبرامز بوکز
آبرامز بوکز (انگلیسی: Abrams Books) ناشر آثار هنری، تصویرسازی، ادبیات کودک و نوشت‌افزار آمریکایی است. آبرامز ناشر موزه ویکتوریا و آلبرت، تیت و موزه هنر مدرن است.